# Katrineholms kommun
58°59′N 16°12′Ø / 58.983°N 16.200°Ø
Katrineholm kommune er en kommune der ligger i  landskabet Södermanland i Södermanlands län i Sverige. Administrationsby er  byen  Katrineholm.

## Byer
Katrineholm kommune har ni  byer.
Indbyggere pr. 31. december 2005.
| #  | By          | Indbyggere |
| -- | ----------- | ---------- |
| 1. | Katrineholm | 21.386     |
| 2. | Valla       | 1.584      |
| 3. | Sköldinge   | 630        |
| 4. | Bie         | 549        |
| 5. | Forssjö     | 513        |
| 6. | Björkvik    | 511        |
| 7. | Äsköping    | 371        |
| 8. | Strångsjö   | 370        |
| 9. | Djulö kvarn | 200        |

## Søer i kommunen
Aspen

Duveholmssjön

Kolsnaren

Långhalsen

Näsnaren

Tisnaren

Öljaren

## Venskabsbyer
Katrineholms kommune har 7 venskabsbyer:
- Odder,  Danmark
- Salo,  Finland
- Vennesla,  Norge
- Halver,  Tyskland
- Saint-Cyr-sur-Loire,  Frankrig
- Kehtna,  Estland
- Rzhev,  Rusland

## Billeder
- Djulö skole
- Torvet i Katrineholm
- Floda kirke
- Äs herregård

## Eksterne kilder og henvisninger
- Wikimedia Commons har flere filer relateret til Katrineholms kommun
- Katrineholm kommunes offisielle hjemmeside
- Mitt Katrineholm Arkiveret 15. maj 2010 hos  Wayback Machine – lokalt nettsted
- ”Kommunarealer den 1. januar 2012” (Excel). Statistiska centralbyrån.
- ”Folkmängd i riket, län och kommuner 30 juni 2012”. Statistiska centralbyrån.